# Verein für Bewegungsspiele 91 Suhl 2020-2021
Questa voce raccoglie le informazioni riguardanti il Verein für Bewegungsspiele 91 Suhl nelle competizioni ufficiali della stagione 2020-2021.

## Organigramma societario
Area direttiva
- Presidente: Guido Reinhardt

Area tecnica
- Allenatore: László Hollósy
- Allenatore in seconda: Łukasz Marciniak
- Assistente allenatore: Fabrice Spieker
- Scoutman: Andy Lorenz

Area sanitaria
- Fisioterapista: Isabell Grimm, Mario Röser

## Rosa
| N° | Nome              | Ruolo | Data di nascita   | Nazionalità sportiva |
| -- | ----------------- | ----- | ----------------- | -------------------- |
| 1  | Maria Genitsaridī | S     | 3 giugno 1994     | Grecia               |
| 3  | Danielle Harbin   | O     | 2 settembre 1995  | Stati Uniti          |
| 4  | Sabrina Müller    | C     | 1º marzo 1993     | Austria              |
| 5  | Lisanne Meis      | P     | 31 dicembre 1996  | Germania             |
| 6  | Dagmar Boom       | S     | 1º maggio 2000    | Paesi Bassi          |
| 7  | Blake Mohler      | C     | 30 dicembre 1996  | Stati Uniti          |
| 8  | Jelena Šunjić     | O     | 4 gennaio 1994    | Croazia              |
| 10 | Laura de Zwart    | C     | 19 marzo 1999     | Paesi Bassi          |
| 11 | Claudia Steger    | S     | 10 marzo 1990     | Germania             |
| 14 | Elisa Lohmann     | L     | 22 luglio 1998    | Germania             |
| 16 | Ágnes Pallag      | S     | 2 settembre 1993  | Ungheria             |
| 17 | Vedrana Jakšetić  | P     | 17 settembre 1996 | Croazia              |

## Statistiche

### Statistiche di squadra
| Competizione      | Punti | In casa | In casa | In casa | In trasferta | In trasferta | In trasferta | Totale | Totale | Totale |
| Competizione      | Punti | G       | V       | P       | G            | V            | P            | G      | V      | P      |
| ----------------- | ----- | ------- | ------- | ------- | ------------ | ------------ | ------------ | ------ | ------ | ------ |
| 1. Bundesliga     | 32    | 11      | 8       | 3       | 12           | 5            | 7            | 23     | 13     | 10     |
| Coppa di Germania | -     | 2       | 1       | 1       | 0            | 0            | 0            | 2      | 1      | 1      |
| Totale            | -     | 13      | 9       | 4       | 12           | 5            | 7            | 25     | 14     | 11     |

G = partite giocate; V = partite vinte; P = partite perse

### Statistiche dei giocatori
| Giocatore      | 1. Bundesliga | 1. Bundesliga | 1. Bundesliga | 1. Bundesliga | 1. Bundesliga | Coppa di Germania | Coppa di Germania | Coppa di Germania | Coppa di Germania | Coppa di Germania | Totale | Totale | Totale | Totale | Totale |
| Giocatore      | P             | PT            | AV            | MV            | BV            | P                 | PT                | AV                | MV                | BV                | P      | PT     | AV     | MV     | BV     |
| -------------- | ------------- | ------------- | ------------- | ------------- | ------------- | ----------------- | ----------------- | ----------------- | ----------------- | ----------------- | ------ | ------ | ------ | ------ | ------ |
| D. Boom        | 6             | 17            | 15            | 0             | 2             | 2                 | 0                 | 0                 | 0                 | 0                 | 8      | 17     | 15     | 0      | 2      |
| L. de Zwart    | 22            | 177           | 113           | 49            | 15            | 2                 | 20                | 10                | 8                 | 2                 | 24     | 197    | 123    | 57     | 17     |
| M. Genitsaridī | 9             | 12            | 9             | 0             | 3             | -                 | -                 | -                 | -                 | -                 | 9      | 12     | 9      | 0      | 3      |
| D. Harbin      | 22            | 336           | 299           | 27            | 10            | 2                 | 32                | 29                | 2                 | 1                 | 24     | 368    | 328    | 29     | 11     |
| V. Jakšetić    | 23            | 52            | 25            | 15            | 12            | 2                 | 7                 | 0                 | 2                 | 5                 | 25     | 59     | 25     | 17     | 17     |
| E. Lohmann     | 22            | 0             | 0             | 0             | 0             | 2                 | 0                 | 0                 | 0                 | 0                 | 24     | 0      | 0      | 0      | 0      |
| L. Meis        | 21            | 3             | 0             | 1             | 2             | 1                 | 1                 | 0                 | 0                 | 1                 | 22     | 4      | 0      | 1      | 3      |
| B. Mohler      | 17            | 123           | 97            | 19            | 7             | 1                 | 0                 | 0                 | 0                 | 0                 | 18     | 123    | 97     | 19     | 7      |
| S. Müller      | 17            | 74            | 43            | 22            | 9             | 2                 | 7                 | 5                 | 2                 | 0                 | 19     | 81     | 48     | 24     | 9      |
| Á. Pallag      | 23            | 244           | 207           | 28            | 9             | 2                 | 20                | 17                | 3                 | 0                 | 25     | 264    | 224    | 31     | 9      |
| C. Steger      | 23            | 213           | 174           | 23            | 16            | 2                 | 26                | 20                | 3                 | 3                 | 25     | 239    | 194    | 26     | 19     |
| J. Šunjić      | 20            | 69            | 61            | 4             | 4             | 2                 | 6                 | 5                 | 1                 | 0                 | 22     | 75     | 66     | 5      | 4      |

P = presenze; PT = punti totali; AV = attacchi vincenti; MV = muri vincenti; BV = battute vincenti